# Hogna luederitzi
Hogna luederitzi là một loài nhện trong họ Lycosidae.
Loài này thuộc chi Hogna. Hogna luederitzi được Eugène Simon miêu tả năm 1910.